# Lorry
Pour les articles homonymes, voir Lorry (homonymie).
Lorry (alias Lorry-devant-le-Pont) est un village et une ancienne commune française de la Moselle, en région Grand Est. Il forme avec le village de Mardigny la commune de Lorry-Mardigny dont il est le chef-lieu.

## Géographie
Lorry-devant-le-Pont est un village du nord-est de la France, situé dans le département de la Moselle, en plein cœur du Pays messin.

## Administration
Lorry est le chef-lieu de la commune de Lorry-Mardigny.

## Enseignement
Lorry-devant-le-Pont possède une école primaire publique.
Les élèves se rendent ensuite au collège Jean-Mermoz à Marly.

## Lieux et monuments
- Passage d'une voie romaine.
- Château de Lorry XVIIIe siècle en ruines et parc.

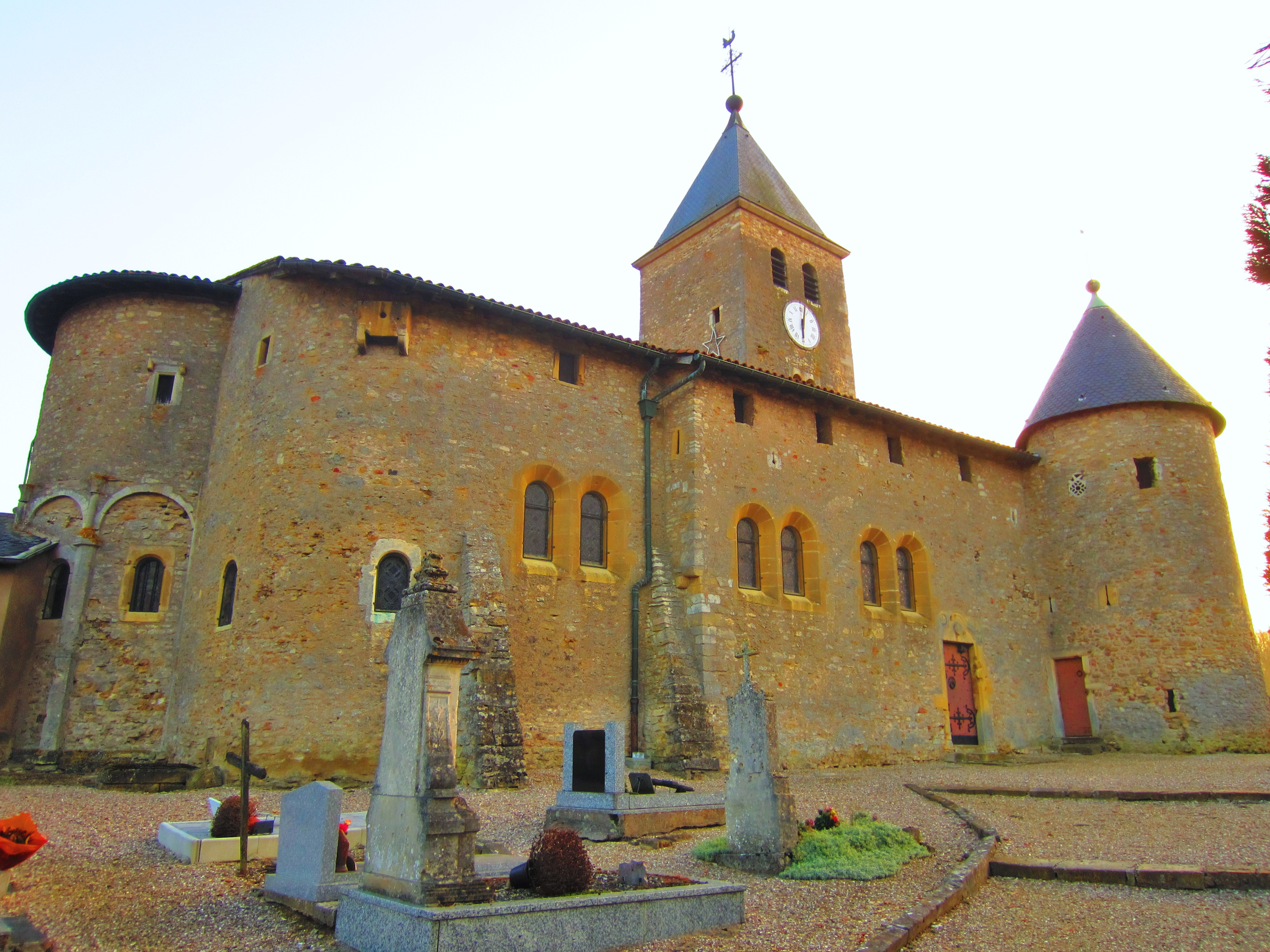
Église Sainte-Croix.

- Église Sainte-Croix de Lorry XIIe siècle : trois nefs, chœur semi-circulaire, tour d'escalier XIVe siècle ; extérieur fortifié, crénelé, percé de fenêtres de tir ; peintures murales.